# Марьяндышев, Андрей Олегович
Андрей Олегович Марьяндышев (род. 16 ноября 1958 года, Архангельск, СССР) — российский фтизиатр, член-корреспондент РАМН (2007), член-корреспондент РАН (2014).

## Биография
Родился 16 ноября 1958 года.
В 1982 году — окончил лечебный факультет Архангельского государственного медицинского института, в течение года работал фтизиатром ЦРБ Верхне-Тоемского района.
С 1983 по 1986 — фтизиатр городской туберкулезной больницы Архангельска.
В 1989 году — защитил кандидатскую диссертацию, тема: «Применение периферических вазодилататоров при хроническом легочном сердце у больных туберкулезом».
С 1989 года и по настоящее время работает в Северном государственном медицинском университете, заведующий кафедрой фтизиопульмонологии (с 2000 года), проректор по лечебной работе и последипломному образованию (2001 по 2008).
В 1999 году — защитил докторскую диссертацию, тема: «Неотложные противотуберкулезные мероприятия в период широкого распространения туберкулеза в Архангельской области».
В 2000 году — присвоено учёное звание профессора.
В 2007 году — избран членом-корреспондентом РАМН.
В 2014 году — стал членом-корреспондентом РАН (в рамках присоединения РАМН и РАСХН к РАН).

## Научная деятельность
Ведет работу по вопросам уменьшения распространения туберкулеза в Архангельской области.
Совместная Российско-Норвежская противотуберкулезная программа Архангельской области, запущенная при его активном участии, получила одобрение Министерства Здравоохранения Российской Федерации и международное признание ВОЗ, её внедрение позволило остановить эпидемию туберкулеза и эпидемиологические показатели стали одними из лучших в РФ.
С 2003 года в качества эксперта ВОЗ проводил оценку туберкулезных программ за рубежом.
С 2001 по 2012 года — консультант противотуберкулезных программ в различных регионах Северо-Запада России, где также проводил выездные курсы последипломного образования.
С 2010 года — председатель Европейского комитета ВОЗ «Зеленый свет» — экспертов по менеджменту множественного лекарственно-устойчивого туберкулеза.
Автор 173 печатные работ. Соавтор руководства ВОЗ и двух его обновленных версий по диагностике и лечению множественного лекарственно-устойчивого туберкулеза, автор 2 монографий, методических материалов для тематического курса обучения, учебного пособия и учебно-методического пособия, 9 методических рекомендаций.
Под его руководством защищены 5 кандидатских и 2 докторские диссертации.
Участник подготовки приказа Министерства здравоохранения РФ «Порядок оказания медицинской помощи больным туберкулезом».

## Награды
- Заслуженный врач Российской Федерации (2005)[4]